# 奥地利共产党
奥地利共产党（德語：Kommunistische Partei Österreichs），简称奥共（KPÖ），是奥地利的一个共产主义政党。目前，该党在奥地利第二大城市格拉茨执政。

## 历史
1918年11月3日，该党在维也纳成立，初名德意志-奥地利共产党。
该党在第二次世界大战期间的反法西斯斗争中发挥了重要作用。1933年至1945年，该党被当局禁止活动。二战结束后，该党一度加入联合政府。冷战开始后，该党被排除出政府，并被迅速边缘化。此后，该党的实力不断下降。1956年匈牙利革命期间，奥地利共产党多处办公室被愤怒的示威人群捣毁。:92
该党的政治路线曾多次改变。1994年，该党发布一份政策文件，称该党与东方集团和现实社会主义保持距离，并承认过去所犯的错误，特别是在斯大林主义时代所犯的错误。根据该党现行的章程，该党的目标是实现“民主性质的社会主义”，并希望通过改革而不是革命来实现这一目标。
2005年后，该党的影响力有所恢复，在施泰爾馬克州尤为明显。
2017年，该党在施泰爾馬克州首府、奥地利第二大城市格拉茨的议会选举中赢得10个席位，仅次于奥地利人民党。2021年9月26日，在格拉茨市议会选举中，该党赢得28.9%的选票和15个席位，出人意料地击败奥地利人民党；同年11月17日，该党成员埃尔克·卡尔出任格拉茨市长。
2023年4月23日，在萨尔茨堡州选举中，该党支持度大涨（上届选举仅获1014张选票，得票率0.40%），获得31383张选票，得票率11.7%，取得4个萨尔茨堡州议会席位，成为萨尔茨堡州第四大党。

## 历任领袖
- 1927年—1965年：约翰·科普莱尼格（英语：Johann Koplenig）（主席）
- 1965年—1990年：弗朗茨·穆里（主席）
- 1990年—1991年：瓦尔特·西尔伯迈尔和苏珊娜·索恩（主席）
- 1991年—1994年：奥托·布鲁克纳（德语：Otto Bruckner）、玛吉塔·卡尔特内格和朱利叶斯·门德（德语：Julius Mende）（联邦发言人）
- 1994年—2006年：瓦尔特·拜尔（主席）
- 2006年—2012年：梅丽娜·克劳斯和米尔科·梅斯纳（英语：Mirko Messner）（联邦发言人）
- 2012年—2021年：米尔科·梅斯纳（英语：Mirko Messner）（联邦发言人）
- 2021年至今：金特·霍普夫加特纳（法定主席）

## 著名成员
- 艾尔弗雷德·耶利内克：2004年诺贝尔文学奖获得者。
- 傅莱：原名理查德·施泰因，1952年，加入中華人民共和國国籍。第六届全国政协委员。2004年11月16日，因病逝世于北京[5]。
- 埃尔克·卡尔：2021年，成为奥地利第二大城市格拉茨首位女市长，也是奥地利首位共产主义市长。